# Туркоан
Туркоан (фр. Tourcoing, хол. Toerkonje, пик. Tourtchuin) град је у северној Француској у региону Север Па де Кале и департману Север. Град је у непосредној близини белгијске границе.
По подацима из 2006. године број становника у месту је био 92.357. Са суседним великим градовима, Лилом и Рубеом, сачињава велико градско подручје.

## Демографија
| 1962.  | 1968.  | 1975.   | 1982.  | 1990.  | 1999.  | 2006.  | 2011.  |
| ------ | ------ | ------- | ------ | ------ | ------ | ------ | ------ |
| 89.258 | 98.755 | 102.239 | 96.908 | 93.765 | 93.540 | 92.357 | 92.018 |

## Градови побратими
- Берлин
- Бјела
- Ботроп
- Гимараис
- Јастшембје-Здрој
- Мускрон
- Милхаузен
- Рочдејл
- Веспрем